# La Fregeneda
La Fregeneda es un municipio y localidad española de la provincia de Salamanca, en la comunidad autónoma de Castilla y León. Se integra en la comarca de Vitigudino y la subcomarca de El Abadengo. Pertenece al partido judicial de Vitigudino. Su término municipal está formado por los núcleos de población de La Fregeneda, Valicobo, San Martín y Valdenoguera, los dos últimos despoblados, ocupa una superficie total de 28,46 km² y según el padrón municipal elaborado por el INE en 2017, cuenta con 363 habitantes.
Su territorio está situado en la confluencia de los ríos Duero y Águeda, haciendo frontera con Portugal. El muelle fluvial de Vega Terrón y el conocida como Camino de Hierro son dos de los lugares de mayor atractivo turístico dentro del parque natural de Arribes del Duero.

## Toponimia
El topónimo de La Fregeneda, indicado en documentos antiguos como «La Frexeneda», proviene de la denominación «La Fresneda» que en lengua leonesa significa «campo o bosque de fresnos», palabra que procede del vocablo latino «fraxinus», fresno en castellano. En este sentido, durante la Edad Media en el área leonesa fue bastante común el empleo de nombres de árboles o plantas para denominar las localidades que se fueron fundando, como por ejemplo las de Hinojosa de Duero, Cerezal de Peñahorcada, La Zarza de Pumareda, Saucelle, El Manzano, Moral de Sayago, Carbajales de Alba, etc. Asimismo existen otras localidades con el mismo origen toponímico que La Fregeneda como serían Fresno de la Ribera en la provincia de Zamora o Fregenal de la Sierra en la provincia de Badajoz, ambas repoblados también por los reyes de León.

## Símbolos

### Escudo
El escudo heráldico que representa al municipio fue aprobado el 11 de abril de 1997 con el siguiente blasón:

«Escudo partido. Primero, de azur con tres almendros de plata, arrancados y floridos. Segundo, de sinople con un castillo de oro, aclarado de gules, puesto sobre ondas de plata. Al timbre, la Corona Real Española»
Boletín Oficial del Estado nº 112 de 10 de mayo de 1997

### Bandera
La bandera municipal fue aprobada el 30 de marzo de 2009 con la siguiente descripción textual:

«Cuartelada en sotuer, de gules y plata cargada del escudo heráldico propio, timbrado de la Corona Real de la Monarquía Española»
Boletín Oficial de Castilla y León nº 110 de 12 de junio 2009

## Geografía

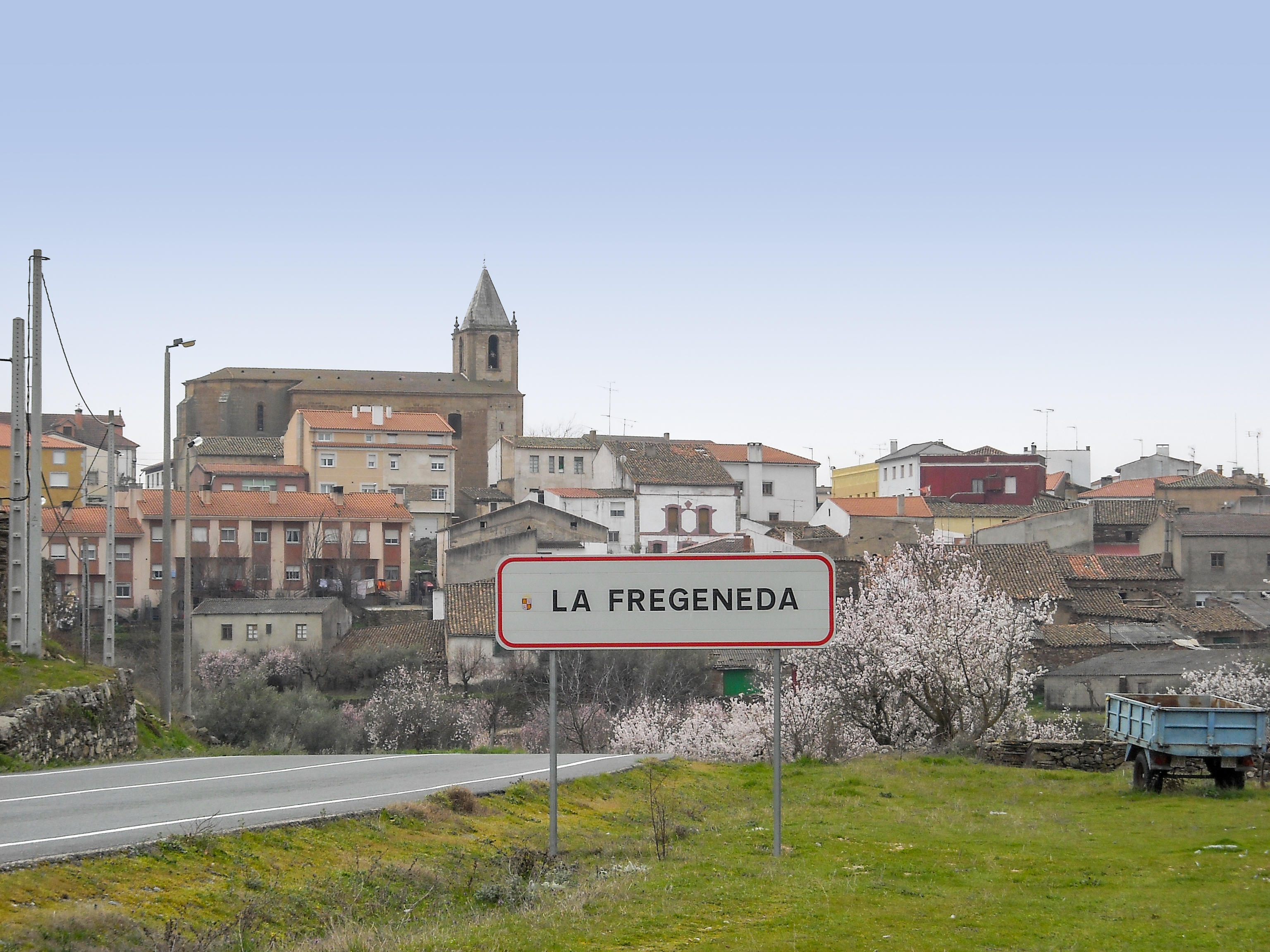
Panorámica de La Fregeneda

La Fregeneda se encuentra situada en el noroeste salmantino. Hace frontera con Portugal. Dista 110 km de Salamanca capital. 
Se integra dentro de la comarca de El Abadengo. Pertenece a la Mancomunidad El Abadengo y al partido judicial de Vitigudino.
Su término municipal adopta una forma triangular de 45'7 kilómetros cuadrados y posee un amplio gradiente altitudinal, desde los 595 metros de altitud en el Alto de la Divisa y los escasos 133 en el Muelle de Vega Terrón, siendo esta la mínima cota altitudinal de toda Castilla y León. 
La Fregeneda se encuentra dentro del parque natural de Arribes del Duero, un espacio natural protegido de gran atractivo turístico, protagonizado por el Río Duero y sus acantilados que dividen España y Portugal.
| Noroeste: Barca de Alba (Portugal) | Norte: Poiares (Portugal)     | Nordeste: Salto de Saucelle |
| Oeste: Escalhão (Portugal)         |                               | Este: Hinojosa de Duero     |
| Suroeste: Escalhão (Portugal)      | Sur: Mata de Lobos (Portugal) | Sureste: Sobradillo         |

## Historia
Los vestigios de presencia humana más antigua en el municipio datan de la Prehistoria, situándose presumiblemente en el paraje de la Mesita de los Curas un antiguo santuario prehistórico, destacando asimismo el conjunto rupestre al aire libre del Arroyo de las Almas, situado junto al encuentro de los ríos Águeda y Duero, que tiene, al menos, 600 motivos grabados con una amplia secuencia temporal que transcurre desde el Paleolítico Superior. Por su parte, la fuente del Pozabajo estaría reputada como fuente romana, habiendo asimismo tumbas dispersas en la zona del Gusendo y próximas a la ribera de Froya, tal vez visigóticas como las que se hallan ya en el límite con el municipio vecino de Hinojosa de Duero.
Ya en la Edad Media, los avatares históricos y las luchas fronterizas entre el Reino de León y el de Portugal hicieron que estas tierras sufriesen saqueos e invasiones por parte de los ejércitos portugueses. Un hecho significativo fue la pérdida del Riba-Coa por parte de León en el Tratado de Alcañices (1297) que convirtió en fronterizo el paso entre La Fregeneda y Barca de Alba, que hasta entonces había formado parte también de León, ya que hasta entonces la frontera luso-leonesa se situaba en el río Coa, lo que conllevó la posterior fortificación de La Fregeneda. Con anterioridad La Fregeneda junto al resto del Abadengo había pasado a depender de la Orden del Temple por cesión del rey Fernando II de León en el siglo XII, situación que se prolongó hasta la desaparición de dicha Orden por mandato papal, pasando a depender entonces La Fregeneda de la Diócesis de Ciudad Rodrigo.

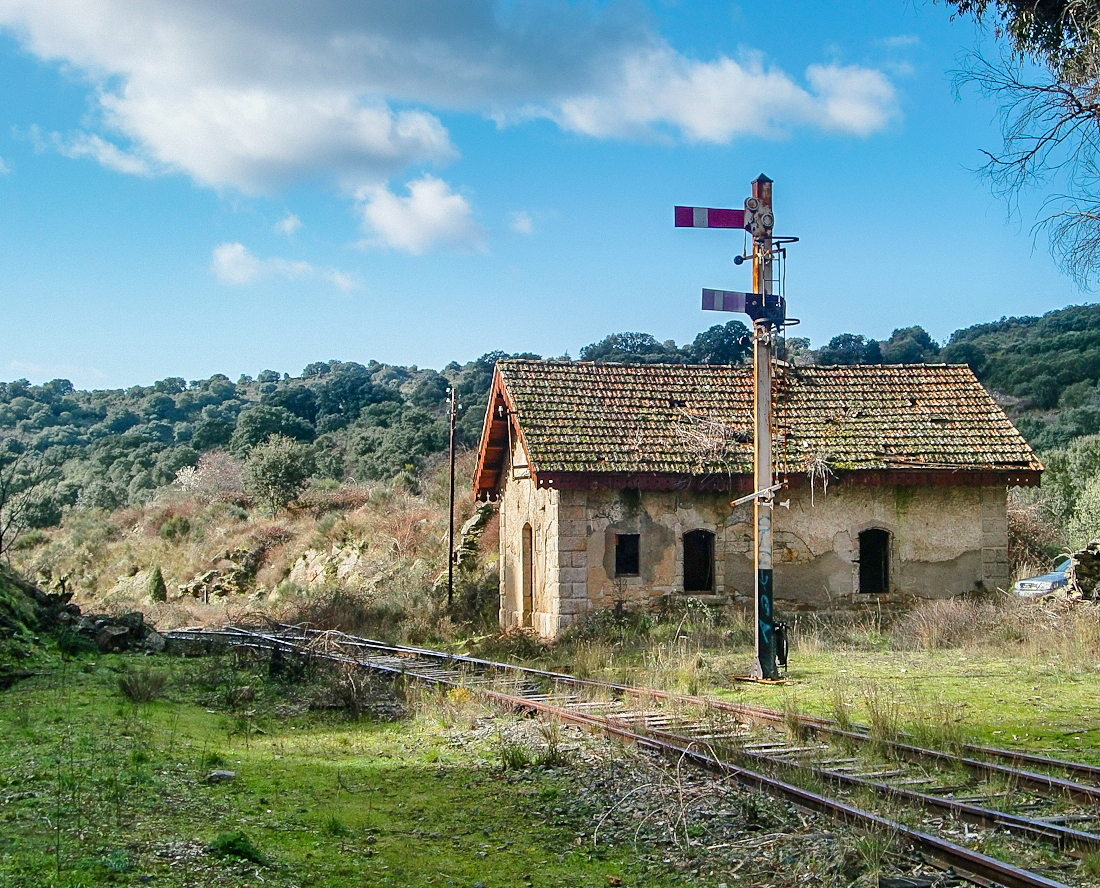
Caseta de guardagujas de la Estación de La Fregeneda

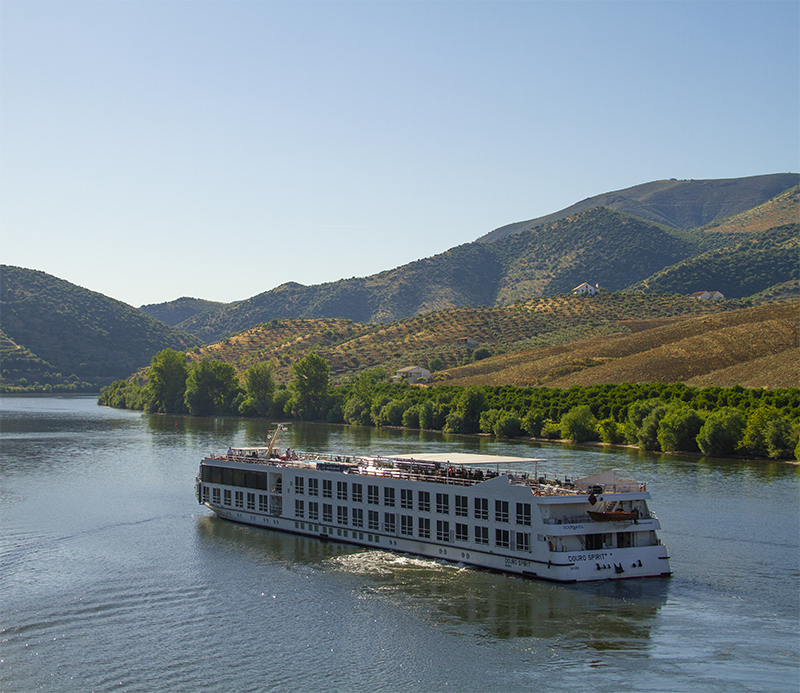
Crucero del Duero portugués en la zona del muelle de Vega Terrón

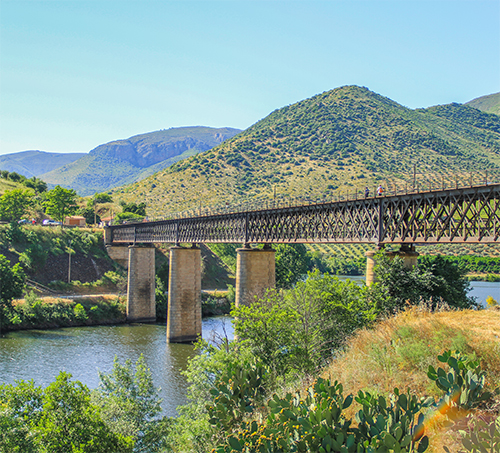
Puente internacional de la línea de ferrocarril Barca de Alba-La Fuente de San Esteban, sobre el río Águeda

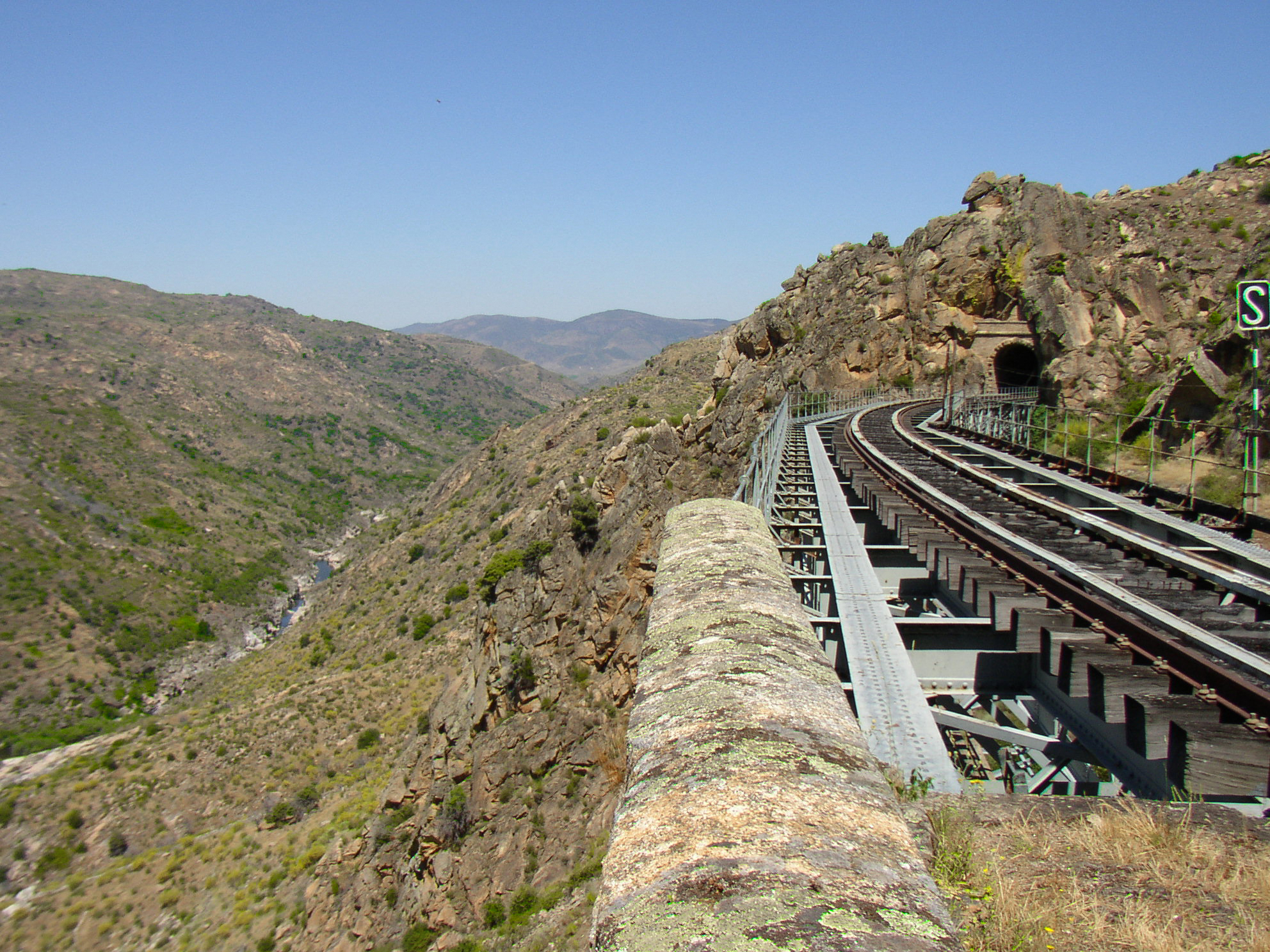
Uno de los túneles del Camino de Hierro de La Fregeneda

La Fregeneda se segregó de la jurisdicción del obispo de Ciudad Rodrigo en 1574, aunque siguió en la diócesis mirobrigense, pasando a ser villa realenga. Posteriormente, las guerras abiertas en los siglos XVII y XVIII conllevaron el saqueo de La Fregeneda por tropas portuguesas en 1664 y 1707, habiendo situado en 1811 en la Guerra de la Independencia su cuartel en esta localidad el Duque de Wellington.
Con la división territorial de España de 1833 en la que se crean las actuales provincias, La Fregeneda queda encuadrada dentro de la Región Leonesa, formada por las provincias de León, Zamora y Salamanca, de carácter meramente clasificatorio, sin operatividad administrativa, que a grandes rasgos vendría a recoger la antigua demarcación del Reino de León (sin Galicia ni Asturias ni Extremadura), pasando a formar parte del partido judicial de Vitigudino en 1844. En 1887 se abrió la línea férrea La Fuente de San Esteban-Barca de Alba, que uniría Salamanca con Oporto, gracias a la cual La Fregeneda pasó a ser una importante estación aduanera y tener servicios ferroviarios durante casi un siglo hasta su cierre en 1985.

## Demografía
La Fregeneda cuenta con una población de 308 habitantes (INE 2024).
| Gráfica de evolución demográfica de La Fregeneda entre 1842 y 2021                                                  |
| |
| Población de derecho según los censos de población del INE Población de hecho según los censos de población del INE |

Según el Instituto Nacional de Estadística, La Fregeneda tenía, a 31 de diciembre de 2018, una población total de 362 habitantes, de los cuales 182 eran hombres y 180 mujeres. De esa cifra, la casi totalidad corresponde a la localidad de La Fregeneda, puesto que sólo se censa 1 habitante en Valdenoguera. Tanto San Martín como Valicobo se consideran despoblados. Respecto al año 2000, el censo refleja 554 habitantes, de los cuales 271 eran hombres y 283 mujeres. Por lo tanto, la pérdida de población en el municipio para el periodo 2000-2018 ha sido de 192 habitantes, un 35 % de descenso.

## Monumentos y lugares de interés

### Iglesia parroquial de San Marcos Evangelista
La iglesia parroquial de La Fregeneda tiene elementos de estilo gótico y otros de estilo barroco pues comenzó a edificarse en el siglo XVI y se terminaría en el siglo XVIII. El retablo mayor, del siglo XVII está dedicado a San Marcos, acompañado por las figuras de San Pedro y San Pablo, arriba de estos está también la imagen de San Gregorio, además de dos tablas, de la Inmaculada y la Anunciación. Las dos capillas centrales tienen respectivamente un retablo dedicado a la Virgen de la Paz y otro del Santo Cristo. En el primer caso la Virgen se encuentra acompañada por imágenes de San Lucas y San Juan, en el segundo caso, el Santo Cristo se representa junto con Jesús Nazareno y Nuestra Señora de los Dolores.

### Ermita de La Anunciada
Es una pequeña Ermita, pinta de blanco y azul que se sitúa en el antiguo poblado de Valicobo con vistas al Duero.

### Ferrocarril
Hasta 1985 en que la línea del ferrocarril fue cerrada, la Fregeneda era la última estación de la Línea La Fuente de San Esteban-Barca de Alba que conectaba Salamanca con Oporto, con viajes regulares de pasajeros y mercancías. 
El tramo comprendido entre las estaciones de La Fregeneda y Barca de Alba se conoce como el Camino de Hierro de La Fregeneda, que atraviesa las arribes del río Águeda, una complicada geografía que establece la frontera natural entre España y Portugal y en la que se tuvieron que construir 20 túneles y 12 puentes para salvar sus complicados desniveles. Algunas fuentes indican que se trata de 20 túneles y 13 puentes, incluyendo el que salva el río Froya, pero ya se encuentra fuera de este tramo, después de la estación de La Fregeneda.
La línea se ha convertido en uno de los lugares de mayor atractivo turístico dentro del Parque natural de Arribes del Duero. Los puntos más visitados de la línea son los de los alrededores de las estaciones abandonadas de Barca de Alba y La Fregeneda debido a su facilidad de acceso, pero, sin duda, los lugares más llamativos son los del tramo más complicado, el que atraviesa las arribes del río Águeda, debido a la sucesión de túneles y puentes a su paso por un paisaje vertiginoso. Hasta 2019, Adif desaconsejaba totalmente la visita, ya que existían zonas en mal estado de conservación. Fue entonces cuando la Diputación de Salamanca adecuó la línea para cumplir con las normas de seguridad y poder ser recorrida a pie sin peligro.

### Muelle de Vega Terrón
En La Fregeneda se encuentra el puerto fluvial de Vega Terrón, desde donde se puede navegar el río Duero hasta su desembocadura. Existen dos muelles, el antiguo, del siglo XIX, ya sin uso, y el nuevo, construido entre los años 80 y 90 del siglo XX.

### Mirador de Mafeito
Desde este mirador, habilitado por la Diputación de Salamanca, con información y acceso a sillas de ruedas, se puede obtener una amplia vista de las arribes del Duero en su tramo final, entre el Salto de Saucelle y la desembocadura del Águeda.

## Administración y política
| Periodo   | Nombre                    | Partido | Partido                           |
| --------- | ------------------------- | ------- | --------------------------------- |
| 1979-1983 | Julián Corredora Muñoz    |         | Unión de Centro Democrático (UCD) |
| 1983-1991 | Bernardo Santos Fernández |         | Alianza Popular (AP)              |
| 1991-2007 | Bernardo Santos Fernández |         | Partido Popular (PP)              |
| 2007-2019 | Bernardo García Trigo     |         | Partido Popular (PP)              |
| 2019-2023 | Manuel Alonso Rubio       |         | Partido Popular (PP)              |

| Partido político                         | 2019  | 2019  | 2019       | 2015  | 2015  | 2015       | 2011  | 2011  | 2011       | 2007  | 2007  | 2007       | 2003  | 2003  | 2003       |
| Partido político                         | %     | Votos | Concejales | %     | Votos | Concejales | %     | Votos | Concejales | %     | Votos | Concejales | %     | Votos | Concejales |
| Partido Popular (PP)                     | 58,27 | 148   | 4          | 59,39 | 174   | 4          | 57,65 | 196   | 4          | 65,37 | 236   | 5          | 60,00 | 252   | 4          |
| Partido Socialista Obrero Español (PSOE) | 41,34 | 105   | 3          | 38,23 | 112   | 3          | 40,59 | 138   | 3          | 33,52 | 121   | 2          | 40,00 | 168   | 3          |
| Izquierda Unida (IU)                     | —     | —     | —          | —     | —     | —          | —     | —     | —          | 0,55  | 2     | 0          | —     | —     | —          |

El alcalde de La Fregeneda no recibe ningún tipo de prestación económica por su trabajo al frente del Ayuntamiento (2017).